# Hydridjon
En hydridjon eller väteanjon är en negativt laddad vätejon (H-). En hydridjon har två elektroner i sitt skal, vilket kan jämföras med väteatomer som har en elektron, och protoner som helt saknar elektroner.
Ordet hydrid används ofta i betydelsen hydridjon, även om det definitionsmässigt även innefattar kovalent bundna väten.
Hydridjoner kan beroende på deras bindningssituation och motjon vara både nukleofila (till exempel litiumaluminiumhydrid) och icke-nukleofila (till exempel natriumhydrid).